# トワイライトシンドローム 禁じられた都市伝説
『トワイライトシンドローム 禁じられた都市伝説』は、2008年7月24日にスパイクから発売されたニンテンドーDS用ゲームソフトである。かつてヒューマンから発売されていた「トワイライトシンドローム」シリーズの最新作。「携帯ゲーム機史上最恐」と評され、雑誌『SPA!』主催による「ゲーム直木賞」に選ばれた。また、メディアミックスとして映画作品『トワイライトシンドローム デッドクルーズ』と『トワイライトシンドローム デッドゴーランド』の2作が制作された。

## 概要
本作では映画監督の福谷修を監督・脚本に起用し、登場人物には俳優が演じた実写による一枚絵が用いられているなど、映画的演出が盛り込まれている（プレイヤーが主人公を操作する場面などでは『再会』『ムーンライトシンドローム』同様、ポリゴンで描かれる）。また、脚本は泉レイカ役のしほの涼の監修により、台詞を現代の高校生の口調に近付けている。ハードの特性を生かし、こっくりさんをタッチスクリーンで再現すると言った演出も用意されている。また、立体音響の採用により、イヤホンやヘッドホンを使用する事でリアルな音響演出を体験できる。
過去作と「噂の真相を探る」というコンセプトは共通しているが、今作はサブタイトル通り都市伝説をテーマとし、携帯電話のチェーンメールを軸に展開するシナリオなど、時代に合わせた要素を導入して物語を構築しており、旧作とは一風変わった作風となっている。

### ゲームシステム
これまでのゲームと同様、心霊現象に関する噂を得てその真偽を確かめることを目的とし、キャラクターを操作して横スクロール型のフィールドを探検していくシステムをとっている。本作においても各シナリオは選択肢や行動で結末が分岐するようになっており、謎を解き明かす「大吉」（トゥルーエンド）、謎を残して終わる「中吉」（ノーマルエンド）、主人公が死亡する「凶」（バッドエンド＝ゲームオーバー）、の三種類の結末に分岐する。「中吉」か「大吉」でシナリオをクリアすると次のシナリオに進めるようになり、すべてのシナリオを「大吉」でクリアすると最後のシナリオへ進めるようになる。
探索にともなって様々な心霊現象が起こるが、それらの現象を携帯電話を使って撮影、または録音する事が出来る。得られた写真や音声は、タイトル画面の「鑑賞」から見ることができる。上画面には心電図が表示されるが、これは旧作の「フライトレベル」のような主人公の恐怖を示すメーターではなく、心霊写真を撮れるポイントを示すものとなっている。

## あらすじ
物語の舞台は東京都内にある「桐塚」という町。この町の外れにある私立桐塚高校では、「ナナシ」という人物からのチェーンメールが生徒達の間に流行っていた。そのメールは、毎回様々な都市伝説や怪談を一つずつ送り、「必ず6人に回すこと」というルールがついているもの。最初は誰も気に留めなかったが、ある時このチェーンメールに書かれていた噂を実行した三人の生徒が失踪する事件が起こり、ナナシのチェーンメールは一気に生徒達の間に広がっていくこととなる。
一ヶ月前に桐塚高校へ転校してきたミズキは、失踪事件がきっかけでリコという少女と出会う。怪談が好きなリコは、ミズキにナナシのチェーンメールに書かれている都市伝説や噂の真相を解明しようと持ちかけてきた。渋々承諾したミズキだったが、それがきっかけでミズキは都市伝説をめぐる様々な事件に巻き込まれることになる。

## 登場人物
早川 瑞希（はやかわ・みずき）/ミズキ
演：上野真未
本作の主人公。物語が始まる1ヶ月前に、母親の単身赴任により桐塚高校へ転校してきた。他の生徒と異なり、前の学校の制服（水色のシャツに青いスカート）を着ている。母子家庭で、幼いころに父親を亡くしている。現在は母親が仕事で外へ出ていることが多いために一人暮らしに近い状態。
友人であるカナが失踪した事件がきっかけでリコと知り合い、彼女に勧められてナナシのチェーンメールの都市伝説や噂の真偽を確かめることになるが、それがきっかけで様々な事件に巻き込まれることになる。
加賀美 莉子（かがみ・りこ）/リコ
演：堀有里
ミズキの同級生。ナナシのメールがきっかけでミズキと出会う。天真爛漫な性格で、都市伝説や噂に興味を抱き、ミズキを巻き込んでそれらの真偽を解明しようとするが、そのために自身も様々な事件に巻き込まれることとなる。失踪したアリサとは友人だった。
マサキとは小学校のころからの友人で、実は密かにマサキに想いを寄せている。
泉 レイカ/レイカ
演：しほの涼
ミズキの同級生。親が占い師をやっており、そのためか強い霊感を持つ。冷静沈着な性格の持ち主で、当初はリコがミズキを噂の解明に巻き込むのを止めようとしていた。失踪したメグミの友人。
瀬野 正樹（せの・まさき）/マサキ
ミズキのクラスメイト。水泳部に所属している。ユウタやリコとは小学校のころからの友人。
桜井裕太（さくらい・ゆうた）/ユウタ
ミズキのクラスメイトで、マサキの友人。大人しい性格をしており、怪談に詳しい。そのため他の生徒からはナナシの正体ではないかと疑われている。
長谷川ユカリ
演：祖父江唯
ミズキと親しい女性教師。様々な局面でミズキにヒントを与えてくれる。『トワイライトシンドローム　探索編・究明編』の主人公と同姓同名だが、関連は不明。
ナナシ
桐塚高校の生徒達にチェーンメールを送ってくる謎の人物。
カナ
桐塚高校の生徒でミズキの友人。メグミやアリサと共にナナシのチェーンメールに書かれていた噂を実行したことで行方不明になってしまう。「はじまりの噂」でのみ操作キャラとなる。
メグミ
桐塚高校の生徒でレイカの友人。カナ達と共にナナシのチェーンメールに書かれていた噂を実行したことで怪奇現象に見舞われ、レイカに助けを求めるもその直後に他の二人と同様に失踪する。
アリサ
桐塚高校の生徒でリコの友人。カナ達と共にナナシのチェーンメールに書かれていた噂を実行したことで行方不明になるが、数日後に学校の近くで意識がない状態で倒れているところを発見される。

## シナリオ
はじまりの噂　旧校舎のこっくりさん
桐塚高校では、ナナシと呼ばれる人物からのチェーンメールが生徒達の間に出回っていた。ある日、そのチェーンメールに書かれていた「旧校舎の音楽室でこっくりさんをすると未来がわかる」という噂に興味を抱いたカナは、友人のメグミとアリサの協力を得てその噂を実行することにする。夜、旧校舎へ忍び込んだ三人はさっそく噂を実行するが…
第一の噂　神隠しメール
カナ達が失踪した事件の翌日、アリサが学校の近くで発見される。クラスメイトからそのことを聞かされたミズキは、未だに見つかっていないカナの身を案じていた。
そんな時、ミズキの携帯電話にナナシから「屋上で待つ」というメールが届く。もしかしたらナナシに会えるかもしれないと考えて屋上へやってきたミズキは、そこでアリサのクラスメイト・リコと出会い、彼女に勧められるままカナ達の行方を捜すという名目でこっくりさんを行うことになった。その日の夜、ミズキとリコは学校の屋上へ忍び込んでこっくりさんを実行するが、その最中に怪奇現象が起こり、二人は旧校舎に閉じ込められてしまう。
そして同じ頃、メグミの友人であるレイカはナナシのメールに秘められた罠に気づき、ミズキ達を追って旧校舎に向かう。
第二の噂　幻のホーム
旧校舎のこっくりさんの騒動から数日後、ミズキはクラスメイトが地下鉄の駅で人身事故を目撃したことがきっかけとなり、リコから江戸川線の駅で霊現象が多発しているという噂を聞かされ、その真偽を確かめることになる。地下鉄東桐塚駅へ向かった二人は偶然にもマサキと出会い、彼から「時刻表にない電車に乗ると幻のホームへ連れて行かれる」という噂を教えられた。そんな時、リコと別行動をとっていたミズキはマサキとユウタと共に時刻表にない電車に乗り込んだことから、見たこともない古い駅に迷い込んでしまう。
第三の噂　ひとりかくれんぼ
ミズキが住むマンション「ハイツ桐塚」では、最近奇妙な現象が相次いで起こっていた。そのことをクラスメイトに話していたミズキは、リコからハイツ桐塚では昔ストーカーに付きまとわれていた女性が殺される事件があったという噂を聞かされる。
その日の夜、帰宅したミズキの下に「ハイツ桐塚では昔殺人事件があった」というナナシからのチェーンメールが届き、ミズキは「噂は本当なのではないか」と不安を募らせる。そんな中、家を訪ねてきたリコと共に噂の真相を調べ始めたミズキは、かつてこのマンションに住んでいた女性がストーカーの被害に遭っていた事実を知り、同時に奇妙な痕跡の数々を見つける。やがてリコから「ひとりかくれんぼをすれば噂の真相を確かめられるかもしれない」と教えられたミズキは翌日の夜に「ひとりかくれんぼ」を実行するが…
第四の噂　こわいテーマパーク
霧が立ち込める遊園地の中でピエロに刺される悪夢にうなされていたミズキは、近々取り壊されることになっているテーマパーク「ドリームパーク」に幽霊が出るという噂をリコから教えられ、リコ、マサキ、ユウタと共にドリームパークを探検することになる。
ドリームパークの様々な場所を回っていた四人は、そこでハセガワと名乗る男性と出会う。彼はドリームパークの亡きオーナーの息子で、最近取り壊しが決定されたこの場所で怪奇現象が起こっているという噂を聞きつけて園内を見回っていたのだ。そんな時、ミズキの夢に出てきたピエロがミズキ達とハセガワの前に現れる。
第五の噂　都市伝説百物語
東京で大地震が起こり、街が壊滅する夢を見たミズキ。その翌朝、ナナシから新たなチェーンメールが届く。それは、「早川瑞希は呪われた女、関わると神隠しに遭う」というミズキを中傷するような内容だった。程なくそのチェーンメールを見た生徒達の間でミズキに関わる悪い噂が広まり、ミズキは学校で孤立してしまう。
マサキに励まされて何とか立ち直ったミズキだったが、今度はマサキとミズキが仲良くなったことで「ミズキとマサキはこっそり付き合っている」という噂が流れる。マサキに密かに想いを寄せていたリコはそれを聞いてミズキへの嫉妬に駆られ、ナナシのチェーンメールにあった「想い人の好きな人がわかるおまじない」を実行したが、怪奇現象に見舞われ姿を消してしまった。マサキからの電話でリコが姿を消したことを知ったミズキはユウタ、レイカと共に夜の学校へリコを捜しに向かうが…。
最後の噂　心霊写真
物語の最終章となるシナリオ。
ナナシのチェーンメールを巡る事件が終息してから2週間後、ミズキ達は再び元の日常に戻っていた。だが、ミズキには気がかりなことが一つあった。それは、いつも自分を助けてくれていたユカリ先生が事件の終息後に姿を見せなくなったこと。しかも同級生達に尋ねてみると、彼女達は口を揃えて「長谷川ユカリという先生はこの学校にはいない」と言うばかりだった。
ユカリ先生が姿を消した理由が気になるミズキは、レイカの制止を振り切ってユカリ先生について調べ始める。だが、そこでミズキが目にしたのは…

## 主題歌

### OP
「CRYSTAL　RAIN」
作詞：鈴木慎一郎
作曲：マーティ・フリードマン
歌：Marty Friedman feat.SHINICHIRO SUZUKI

### ED
「波紋」
作詞・作曲：ASAGI
歌：D

### 挿入歌
「Re-A-lize」
歌：KEI